# Sammlung Dahlhoff
Die Sammlung Dahlhoff ist eine umfassende deutsche Tanzsammlung aus dem 18. Jahrhundert, die sich im Besitz der Staatsbibliothek zu Berlin – Preußischer Kulturbesitz befindet. Sie umfasst rund 800 Melodien auf rund 1400 Seiten in zehn Bänden.

## Entstehung
Zwischen 1767 und 1799 sammelte die Familie Dahlhoff diverse Volkstänze und katalogisierte diese. Die Familie Dahlhoff war eine Küsterfamilie im Kirchspiel Dinker, einem Pfarrbezirk in der Gemeinde Welver im Kreis Soest. Aus einem Umkreis von rund 500 km dieser Region stammen auch die aufgezeichneten Tänze. Die Sammlung blieb rund 200 Jahre unbeachtet, bis sie 2012 digitalisiert und von der Staatsbibliothek zu Berlin veröffentlicht wurde. Die Sammlung Dahlhoff beinhaltet traditionelle deutsche Volkstanzmusik, die auch den musikalischen Einfluss aus anderen Regionen dokumentiert (z. B. „Bayerische“, „Polnischer Tantz“, „Englisch Offeria“). Die Sammlung ist keine musikwissenschaftliche Dokumentation, sondern eine Gebrauchssammlung, die damit die gelebte Volksmusik dokumentiert.

## Familie Dahlhoff
Die Familie Dahlhoff bekleidete in mehreren Generationen das Küster- und Lehreramt in Dinker (Kreis Welver). Darüber hinaus waren die meisten Dahlhoffs als Organisten in der Gemeinde tätig:
- Goswin Dahlhoff (1670–1734), Küster und Lehrer in Dinkel
- Johann Heinrich Dahlhoff (1704–1764), Sohn von Goswin Dahlhoff, Küster in Dinker
- Johann Diedrich Dahlhoff (1735–1804), Sohn von Johann Heinrich Dahlhoff, Küster in Dinker, Organist
- Wilhelm Dahlhoff (1781–1854), jüngster Sohn von Johann Diedrich Dahlhoff, Küster in Dinker, Organist
- Friedrich Dahlhoff (1825–1885), jüngster Sohn von Wilhelm Dahlhoff, Küster in Dinker, Organist und Lehrer

Die Tanzsammlung wurde durch Goswin Dahlhoff begründet und maßgeblich durch Johann Heinrich und Johann Diedrich Dahlhoff fortgeführt.

## Aufarbeitung und Verbreitung im 21. Jahrhundert

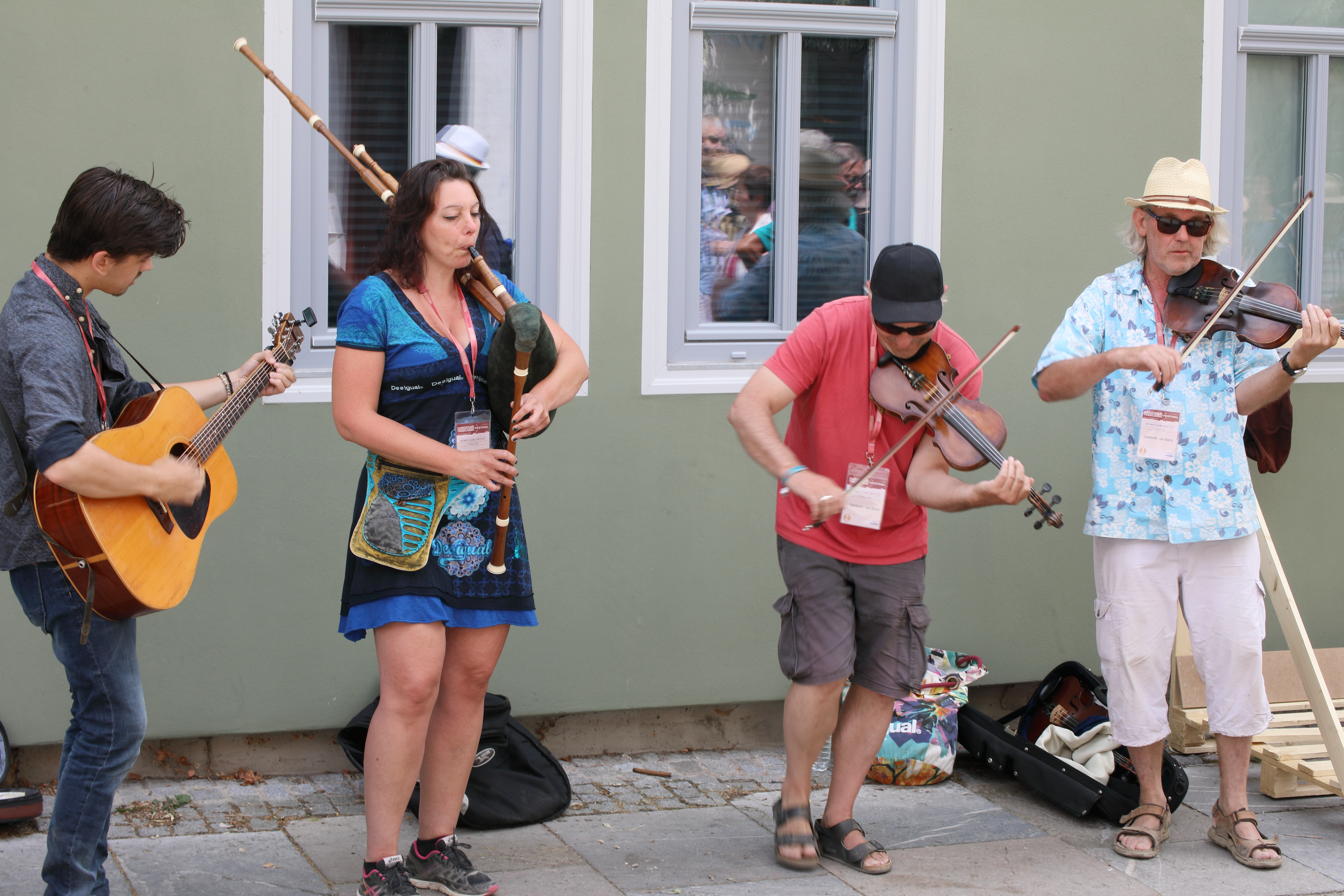
Dahlhoff - die Band auf dem Rudolstadt-Festival 2019

Die Tänze der Sammlung Dahlhoff werden seit ihrer Wiederentdeckung insbesondere von deutschen Folkmusikern gespielt. Die einzelnen Stücke der Sammlung Dahlhoff werden mittlerweile wieder aufgeführt und verbreiten sich mehr und mehr über Folkgruppen, aber auch über Musikschulen, die einzelne Tänze in ihr Repertoire aufgenommen haben.